# خدي خدمتجار

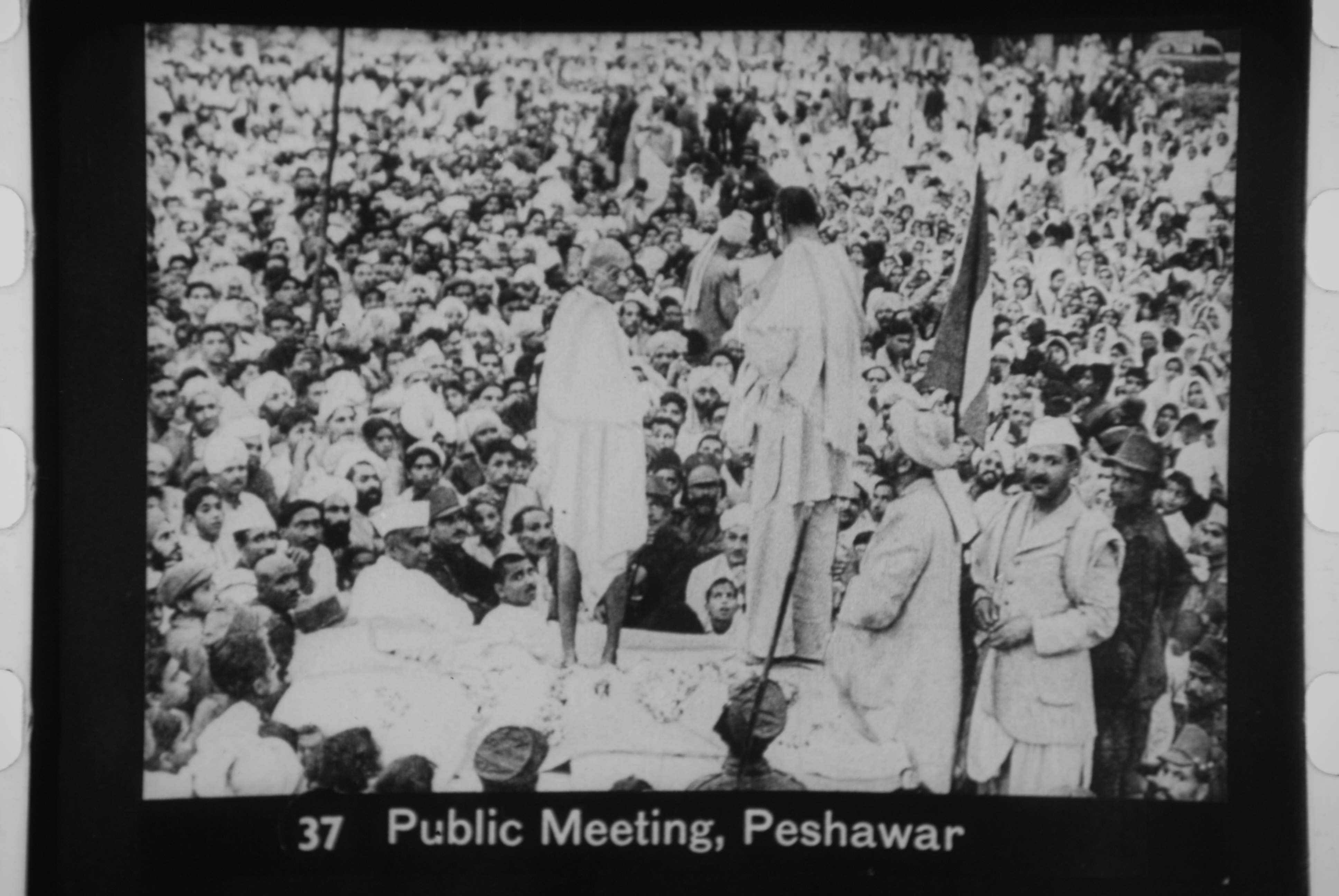

خدي خدمتجار والتي تعني بالمعنى الحرفي «عبيد الله»، هي عبارة عن حركة مقاومة سلمية من البشتون ضد الراج البريطاني في المقاطعة الحدودية الشمالية الغربية «المعروفة اليوم في خيبر بختونخوا، باكستان».
سميت أيضاً باسم سورخ بوش أو «القمصان الحمر»، وهي في الأصل عبارة عن منظمة إصلاح اجتماعي تركز على التعليم والقضاء على عمليات الأخذ بالثأر، وعُرفت أيضاً باسم أنجمان إسلاه أفغينا «المجتمع الإصلاحي للأفغان». قاد الحركة عبد الغفار خان، المعروف حالياً باسم باشا خان أو بادشاه خان.
أصبحت الحركة أكثر سياسية إذ شكل أعضاء المجلس هدفاً للراج البريطاني، ونفت المقاطعة قادتها واعتقلت أعدادًا كبيرة منهم. اتصل القادة برابطة مسلمي عموم الهند والمؤتمر الوطني الهندي سعياً للحصول على حلفاء لهم، وبعد أن رفض كل منهما مساعدة الحركة في عام 1929، انضمت إلى حزب المؤتمر بشكل رسمي. أطلقت الحكومة البريطانية أخيراً سراح باشا خان بسبب الضغوط عبر الهند، ورفعت القيود المفروضة على الحركة. بدأ لأول مرة تطبيق امتياز محدود للرجال في المقاطعة الحدودية الشمالية الغربية، بصفته جزءاً من قانون حكومة الهند لعام 1935. فازت حركة خدي خدمتجار في تحالف مع حزب المؤتمر خلال الانتخابات التي جرت في عام 1937. انتُخب شقيق باشا خان المدعو خان عبد الجبار خان (الدكتور خان صاحب) رئيساً للوزراء في المقاطعة الحدودية الشمالية الغربية.
واجهت حركة خدي خدمتجار المزيد من الإجراءات القمعية بسبب دورها في حملة «اخرجوا من الهند» بعد عام 1940، إذ بدأت في تلك الفترة بمواجهة معارضة متزايدة من الرابطة الإسلامية في المقاطعة. فازت الحركة أيضاً بانتخابات عام 1946 بالتحالف مع حزب المؤتمر، وأعيد انتخاب الدكتور خان صاحب رئيساً للوزراء.
عارضت خدي خدمتجار بشدة اقتراح تقسيم الهند متخذةً جانب كل من الكونغرس الهندي والمؤتمر الإسلامي المستقل لكل الهند. شعر باشا خان زعيم حركة خدي خدمتجار بالحزن الشديد عندما أعلن الكونغرس الوطني الهندي عن موافقته على خطة تقسيم الهند دون استشارة أحد من القادة، وقال للكونغرس «لقد تركتمونا للذئاب».
أعلنت خدي خدمتجار عن قرار بانو في يونيو من عام 1947، الذي يطالب بمنح البشتون خياراً في الحصول على دولة مستقلة من البشتونستان، وتشكيل جميع أراضي البشتون في الهند البريطانية بدلاً من جعلها تنضم إلى باكستان، إلا أن الراج البريطاني رفض الامتثال لهذا القرار. رداً على ذلك، قاطعت خدي خدمتجار الاستفتاء الشعبي للإقليم الحدودي الشمالي الغربي لعام 1947 بشأن انضمام المقاطعة إلى باكستان أو الهند، مستشهدةً بأنها لم تمتلك خيارات في أن يصبح الإقليم الحدودي الشمالي الغربي مستقلاً أو ينضم إلى أفغانستان.
واجهت خدي خدمتجار رد فعل عنيفًا من الحكومة الباكستانية الجديدة، وطُردت حكومة خدي خدمتجار وحُظرت حركتها بعد التقسيم. حدثت مذبحة بابرا في 12 أغسطس من عام 1948.

## الأصول
تشكلت الحركة من أنجمان إسلاه أفغينا (المجتمع الإصلاحي للأفغان) واستهدفت في بدايتها الإصلاح الاجتماعي وشنت حملات ضد الدعارة. أدرك باشا خان باعتباره مؤسساً لهذه الحركة أنه كلما واجهت القوات البريطانية انتفاضة مسلحة، تغلبت على التمرد في نهاية الأمر، إلا أن الأمر لا ينطبق عند استخدام اللا عنف ضد القوات.
بدأت الحركة قبل وقوع مذبحة بازار خجواني عندما أطلق جنود بريطانيون مظاهرة تضم مئات من المؤيدين السلميين في بيشاور. بينما وصلت إلى مرحلة الانحدار ثم الانهيار في نهاية المطاف بعد استقلال باكستان في عام 1947، عندما حظر رئيس وزراء الرابطة الإسلامية عبد القيوم خان كشميري الحركة وشن حملة قمع وحشية ضد أعضائها بلغت ذروتها في مذبحة بابرا، وقد تكونت حملة خان كشميري من 100,000 عضو.

## المنشأ
ركزت الحركة في بدايتها على الإصلاح الاجتماعي باعتباره وسيلة لتحسين وضع البشتون ضد البريطانيين. أسس غفار خان العديد من الحركات الإصلاحية قبل تشكيل خدي خدمتجار، منها أنجمان إسلاه أفغينا في عام 1921 ومنظمة المزارعين أنجمان زاميداران وحركة الشباب بشتون جيرغا في عام 1927. أسس عبد الغفار خان مجلة باختون في مايو من عام 1928، في محاولة منه لزيادة الوعي فيما يتعلق بقضايا البشتون. تشكلت خدي خدمتجار أخيراً في مارس من عام 1930، تقريباً في عشية مذبحة بازار خجواني.

## القمصان الحمر
جند خان أول مجندين لديه من الشباب الذين تخرجوا من مدارسه، وتدربوا بزيهم الرسمي وخدموا خلف ضباطهم وخرجوا إلى العديد من القرى بغية البحث عن مجندين جدد. بدؤوا نشاطهم مرتدين قمصاناً بيضاء اللون، إلا أنهم وجدوا أنه يتلطخ بسهولة، فصبع رجلان قمصانهما في مدبغة محلية باللون الأحمر الذي شكل طفرة، إذ كان السبب في حصول نشطاء حركة خدي خدمتجار على اسم «القمصان الحمراء» أو سوخ بوش. شكل التمسك الرمزي من قبل الحركات المناهضة للاستعمار بالخطاب الثوري والاشتراكي، سبباً آخر لاختيارهم اللون الأحمر.

### البنية الهيكلية
شكل المتطوعون الذين أدوا اليمين فصائل مع قادة الجيش، وتعلموا مبادئ الانضباط الأساسي في الجيش. كما امتلكوا أعلاماً خاصة بهم، كانت حمراء اللون في البداية ثم احتوت على ثلاثة ألوان لاحقاً، إلى جانب مزمار القربة والطبول. ارتدى الرجال زياً أحمر اللون بينما النساء زياً باللون الأسود، وكانت لديهم تدريبات وشارات وعلم وتدرج هرمي للرتب العسكرية وحتى أنهم امتلكوا فيلقاً من عازفي مزمار القربة.
أنشأ خان شبكة من اللجان سميت باسم جيرغا على غرار المجالس القبلية التقليدية. جُمعت القرى في مجموعات أكبر بحيث تكون مسؤولة أمام اللجان على مستوى المقاطعة، وكانت مقاطعة جيرغا هي السلطة المطلقة.
حاول خان تجنب الاقتتال الداخلي من خلال عدم انتخاب ضباط الرتب، فعين قائداً أعلى ليعين بدوره ضباطاً للعمل تحت قيادته، بينما شملت الرتب الأخرى عدداً من الجنرالات. كان الالتحاق بالجيش أمراً طوعياً تماماً، وقدم الضباط خدماتهم بشكل مجاني. تطوعت النساء ولعبت دوراً مهماً في النضال القادم.
فتح المتطوعون المدارس في القرى وقدموا المساعدة خلال مشاريع العمل، كما حافظوا على النظام في التجمعات العامة. شاركوا من وقت لآخر في التدريب ضمن معسكرات العمل وقاموا بمسيرات طويلة على الطراز العسكري في التلال.

### الإيديولوجية
دعت الحركة إلى الاحتجاجات السلمية بتأثير من عبد الغفار خان، وبررت أفعالها من خلال سياق إسلامي. لم يجد خان أن الإسلام لا يتوافق مع السلمية. تميزت الحركة بكونها غير طائفية من حيث الجوهر، إذ تضمنت بعض الأعضاء الهندوس، إلى جانب المسلمين. ساعدت حركة خدي خدمتجار في حماية حياة وممتلكات الهندوس والسيخ عندما تعرضوا للهجوم في بيشاور في أكثر من مناسبة، ثم تبنت خدمتجار الوحدة الإسلامية الهندوسية تحقيقاً لهذه الغاية.
«لقد جاء النبي محمد إلى هذا العالم وعلمنا أن الرجل المسلم لا يؤذي أحداً أبداً سواء بالكلمة أو بالفعل، بل هو من يعمل لصالح مخلوقات الله جميعها وفي سبيل سعادتها، وإن الإيمان بالله يعني أن يحب الإنسان أخاه الإنسان». - خان عبد الغفار خان.
«لا يوجد ما يثير الدهشة في أن يشترك أحد المسلمين أو الباثان مثلي في عقيدة اللا عنف، فهي ليست عقيدة جديدة، لقد تبعها النبي قبل 1400 عاماً من الآن، طوال الوقت الذي أمضاه في مكة». - خان عبد الغفار خان.